# Apostolska nunciatura pri Organizaciji združenih narodov
Apostolska nunciatura pri Organizaciji združenih narodov je diplomatsko prestavništvo (veleposlaništvo) Svetega sedeža v Organizaciji združenih narodov, ki ima sedež v New Yorkju.
Trenutni apostolski nuncij je Francis Assisi Chullikatt.

## Seznam apostolskih nuncijev
- Celestino Migliore (30. oktober 2002–2010)
- Francis Assisi Chullikatt (17. julij 2010–danes)